# 天主教罗克威尔中心教区
天主教羅克維爾中心教區（拉丁語：Diocesis Petropolitana in Insula Longa）是美國一個羅馬天主教教區，屬紐約總教區。教區於1957年4月6日成立。
教區管轄紐約州納蘇郡和蘇福克縣，面積為1198平方英里。教座位於羅克維爾中心。教區有約142萬8296位教友（佔轄區總人口約47.5%）、133個堂區和392名司鐸。現任教區主教為若望·奧利維·巴雷斯，輔理主教為安德肋·茲格萊伊謝夫斯基、羅勃·J·科伊厄爾、利則·G·亨寧和類斯·M·羅梅羅-費爾南德斯，榮休主教為威廉·默菲，榮休輔理主教為愛米呂·A·塞拉和若望·C·丹。